# 瓦克瓦克

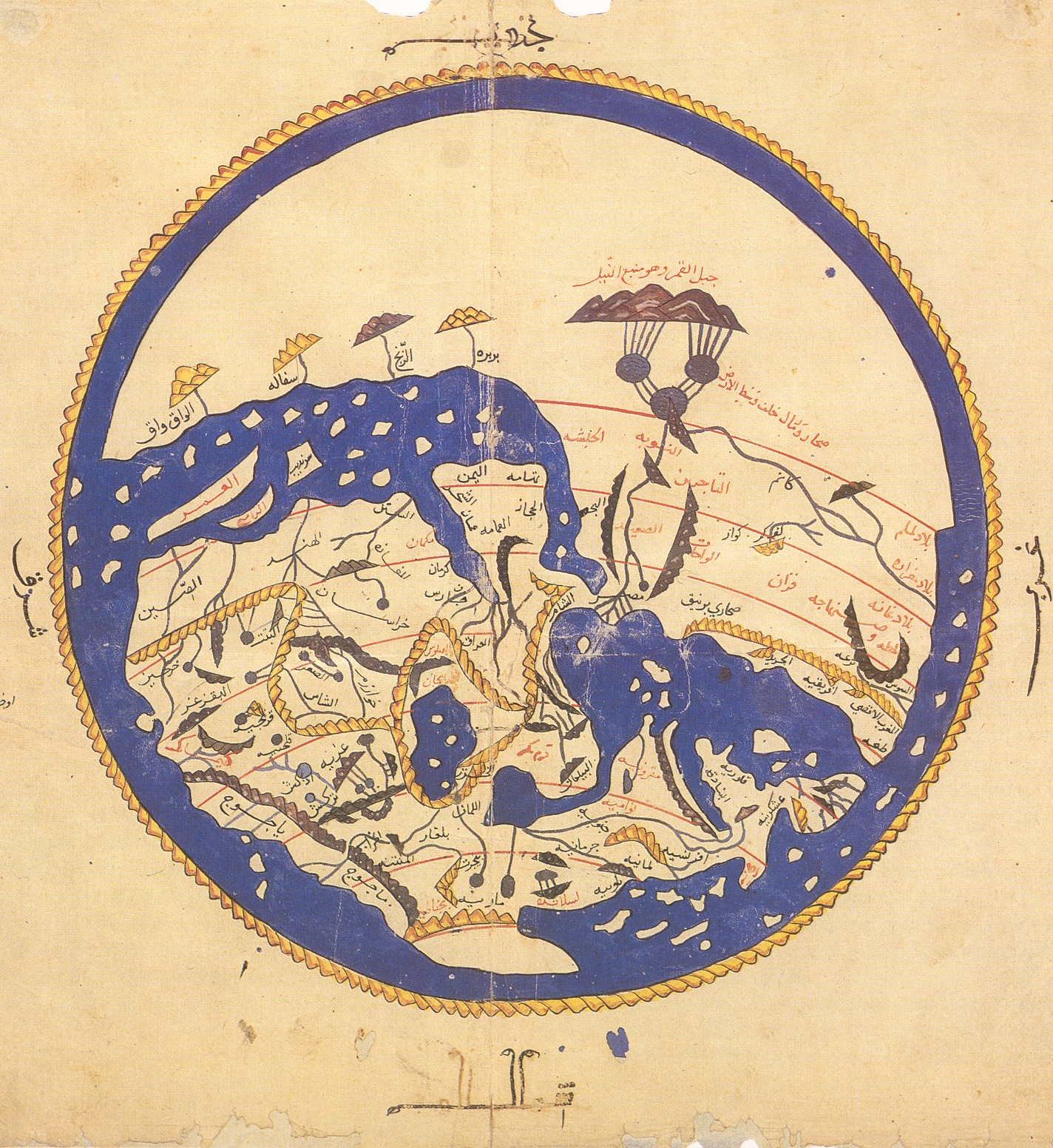
1154年的伊德里西世界地图，瓦克瓦克在图中左上角处（东南方）

瓦格瓦格或佤克佤克（瓦克瓦克，阿拉伯语：‎）是一个8世纪到13世纪阿拉伯文献中的地名，具体指代哪个位置至今未解。

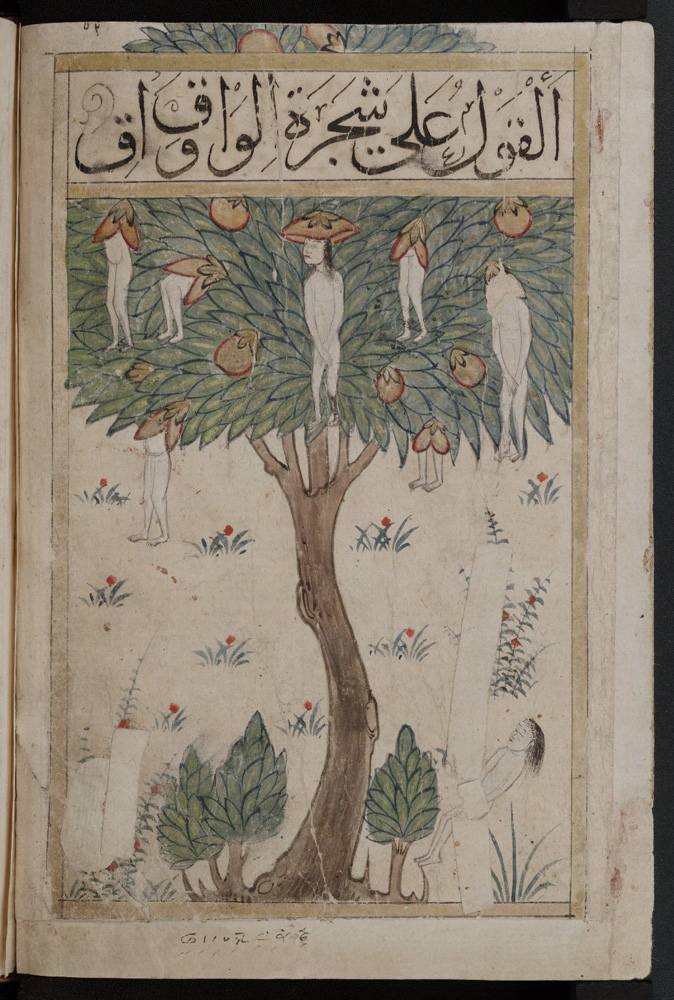
瓦克瓦克树，阿卜杜·哈桑·伊斯法罕尼（Abd al-Hasan Al-Isfahani）《奇迹之书》十四世纪抄本中的插图

现存最早出现这个地名的是伊本·胡尔达兹比赫所著《道里邦国志》，书中写到：“中国的东方有瓦格瓦格（Al-Waqwaq，译者注：即倭国），那里盛产黄金，以至于瓦格瓦格人民用黄金制成拴狗的链子及猴子的项圈，他们拿出用黄金纺成的衣服去货卖。瓦格瓦格出产优质的乌木。”
10世纪伊本·沙赫里亚尔所著《印度神秘之书》（Kitāb ‘Ajā'ib al-Hind）中记载，瓦克瓦克岛有一种瓦克瓦克树，树上结人形的果实，同白花牛角瓜（Calotropis procera）一样中空，摘下来就会枯萎。此外，书中还记载：“位于与中国隔海相望”的岛屿上的瓦克瓦克人，“乘了上千只小船于回历334年（公元 945—946 年）”，在甘拜卢（Qanbaloh）登陆。他们航行了一年，“在距甘拜卢六天航程的一些岛屿上进行了抢劫，成了索法拉的僧祗人的许多村庄和城镇的主人”。“当地人问他们为什么不到别处去，而非要到这里不可。他们回答说，他们在这里可以找到他们国家和中国都需要的货物，诸如象牙、龟板、豹皮、龙涎香等，而且他们想找一些僧祗人，因为僧祗人体格健壮，做奴隶好使唤。”
桑原隲蔵所著《蒲寿庚考》认为，瓦格瓦格指的是倭国。中野美代子在《西游记的秘密》中引用了这一观点。而巴兹尔·戴维逊在《古老非洲的再发现》中写道：“阿拉伯作家一般把索法拉以南的地方称做‘瓦克瓦克之乡’。这可能是指纳塔尔，而瓦克瓦克（当然不会把僧祇人称做瓦克瓦克）可能指的是布须曼人。更可能由于他们忽视了莫三鼻给以南的沿海地带，因而‘瓦克瓦克之乡’便是马达加斯加岛了。中世纪的阿拉伯人一般认为非洲大陆以东的这块地方是和他们知道的一些东方大岛联在一起的。至少从那里可以通到东方的一些大岛上去。费琅认为‘东瓦克瓦克’就是爪哇和苏门答腊。”